# 1. Fußball-Club Saarbrücken 2000-2001
Questa voce raccoglie le informazioni riguardanti il 1. Fußball-Club Saarbrücken nelle competizioni ufficiali della stagione 2000-2001.

## Stagione
Nella stagione 2000-2001 il Saarbrücken, allenato da Klaus Toppmöller, Werner Melzer e Thomas von Heesen, concluse il campionato di 2. Bundesliga all'8º posto. In Coppa di Germania il Saarbrücken fu eliminato al primo turno dal Greuther Fürth.

## Rosa
| N. |                     | Ruolo | Calciatore         |
| -- | ------------------- | ----- | ------------------ |
| 1  | Germania (bandiera) | P     | Peter Eich         |
| 2  | Germania (bandiera) | C     | Sascha Hörster     |
| 3  | Ghana (bandiera)    | D     | Anthony Tiéku      |
| 4  | Germania (bandiera) | C     | Manfred Bender     |
| 5  | Romania (bandiera)  | D     | Leo Grozavu        |
| 6  | Austria (bandiera)  | D     | Thomas Winklhofer  |
| 7  | Germania (bandiera) | C     | Daniel Cartus      |
| 8  | Nigeria (bandiera)  | A     | Sambo Choji        |
| 9  | Germania (bandiera) | A     | Rainer Krieg       |
| 10 | Nigeria (bandiera)  | C     | Stephen Musa       |
| 12 | Germania (bandiera) | P     | Harald Ebertz      |
| 13 | Germania (bandiera) | C     | Karsten Hutwelker  |
| 14 | Germania (bandiera) | D     | Martin Molz        |
| 15 | Austria (bandiera)  | C     | Gernot Plassnegger |

| N. |                                 | Ruolo | Calciatore        |
| -- | ------------------------------- | ----- | ----------------- |
| 16 | Croazia (bandiera)              | D     | Raphael Susic     |
| 17 | Germania (bandiera)             | C     | Norbert Hofmann   |
| 18 | Ucraina (bandiera)              | A     | Sergej Dikhtiar   |
| 19 | Bosnia ed Erzegovina (bandiera) | A     | Mladen Bartolović |
| 20 | Germania (bandiera)             | C     | Marco Laping      |
| 21 | Germania (bandiera)             | A     | Andreas Haas      |
| 22 | Canada (bandiera)               | C     | Julian de Guzmán  |
| 24 | Ucraina (bandiera)              | C     | Anatoli Mushinka  |
| 25 | Nigeria (bandiera)              | D     | Adiele Echendu    |
| 27 | Germania (bandiera)             | D     | Daniel Schommer   |
| 28 | Germania (bandiera)             | D     | Christian Weber   |
| 29 | Grecia (bandiera)               | D     | Thomas Stratos    |
| 32 | Paesi Bassi (bandiera)          | C     | Raymond Beerens   |
| 33 | Germania (bandiera)             | P     | Stephan Straub    |

## Organigramma societario
Area tecnica
- Allenatore: Thomas von Heesen
- Allenatore in seconda: Rainer Derber
- Preparatore dei portieri:
- Preparatori atletici:

## Calciomercato

### Sessione estiva
| Acquisti | Acquisti          | Acquisti                  | Acquisti |
| R.       | Nome              | da                        | Modalità |
| -------- | ----------------- | ------------------------- | -------- |
| A        | Mladen Bartolović | Cibalia                   |          |
| D        | Leo Grozavu       | Ceahlăul                  |          |
| C        | Andreas Backmann  | Pirmasens                 |          |
| C        | Raymond Beerens   | Volendam                  |          |
| C        | Daniel Cartus     | Fortuna Düsseldorf        |          |
| C        | Julian de Guzmán  | Olympique Marsiglia (CFA) |          |
| A        | Sergej Dikhtiar   | Wattenscheid 09           |          |
| C        | Sascha Hörster    | Eintracht Treviri         |          |
| A        | Rainer Krieg      | Karlsruhe                 |          |
| C        | Marco Laping      | Pirmasens                 |          |
| P        | Stephan Straub    | Waldhof Mannheim          |          |

| Cessioni | Cessioni             | Cessioni             | Cessioni |
| R.       | Nome                 | a                    | Modalità |
| -------- | -------------------- | -------------------- | -------- |
| D        | Carsten Birk         | Karlsruhe            |          |
| C        | Olivier Caillas      | Alemannia Aquisgrana |          |
| D        | Jens Gerlach         | Elversberg           |          |
| D        | Matthias Hohmann     | Darmstadt            |          |
| A        | Martin Kušev         | Slavia Sofia         |          |
| A        | Michael Petri        | Osnabrück            |          |
| C        | Jean-Philippe Séchet | Sporting Mertzig     |          |
| A        | Andras Tölcseres     | Jahn Ratisbona       |          |
| A        | Branko Zibert        | Elversberg           |          |

### Sessione invernale
| Acquisti | Acquisti           | Acquisti          | Acquisti |
| R.       | Nome               | da                | Modalità |
| -------- | ------------------ | ----------------- | -------- |
| C        | Gernot Plassnegger | Austria Vienna    |          |
| D        | Thomas Stratos     | Arminia Bielefeld |          |
| D        | Thomas Winklhofer  | Salisburgo        |          |

| Cessioni | Cessioni         | Cessioni        | Cessioni |
| R.       | Nome             | a               | Modalità |
| -------- | ---------------- | --------------- | -------- |
| C        | Andreas Backmann | Karlsruhe       |          |
| C        | Dino Toppmöller  | Manchester City |          |

## Risultati

### 2. Bundesliga

#### Girone di andata
| Mönchengladbach 12 agosto 2000, ore 15:00 CEST 1ª giornata | Borussia M'gladbach | 0 – 0 referto | Saarbrücken | Bökelbergstadion (30 350 spett.)\| Arbitro: \| Gagelmann \| |
| Arbitro:                                                   | Gagelmann           |               |             |                                                             |

| Arbitro: | Meyer |

|                          |           |               |
| Choji 25’ Bartolović 57’ | Marcatori | 31’ Elberfeld |

| Arbitro: | Stark |

|                 |           |                                    |
| Krupniković 80’ | Marcatori | 31’ Tiéku 44’ Choji 87’ Bartolović |

| Arbitro: | Wezel |

|                      |           |             |
| Choji 43’ Bender 89’ | Marcatori | 46’ Kaufman |

| Arbitro: | Kreyer |

|                       |           |             |
| Choji 45’ Grozavu 66’ | Marcatori | 31’ Claaßen |

| Arbitro: | Pickel |

|                                       |           |                |
| Leandro 18’ Rösler 73’ Scharinger 90’ | Marcatori | 71’ Bartolović |

| Arbitro: | Koop |

|                              |           |                      |
| Choji 17’, 18’ Hutwelker 73’ | Marcatori | 82’ Hayer 86’ Täuber |

| Arbitro: | Perl |

|           |           |  |
| Thurk 31’ | Marcatori |  |

| Arbitro: | Frank |

|            |           |                                  |
| Bender 34’ | Marcatori | 55’ Diane 64’ İnceman 75’ Müller |

| Arbitro: | Scheppe |

|                            |           |                      |
| Patschinski 2’ Klasnić 32’ | Marcatori | 47’ Tiéku 87’ Cartus |

| Arbitro: | Schmidt |

|                        |           |                               |
| Krieg 6’ Hutwelker 90’ | Marcatori | 47’ Weigl 90’ Störzenhofecker |

| Arbitro: | Lange |

|                |           |  |
| Bella 20’, 49’ | Marcatori |  |

| Arbitro: | Wezel |

|                               |           |                             |
| Toppmöller 26’ Choji 28’, 54’ | Marcatori | 15’, 38’ Klausz 77’ Barbosa |

| Arbitro: | Weiner |

|                                                                                 |           |                |
| Lapaczinski 31’ Malchow 33’, 74’ Frommer 45’, 64’ Janić 50’ Lexa 70’ Djappa 79’ | Marcatori | 57’, 89’ Choji |

| Arbitro: | Weber |

|                |           |  |
| Bartolović 71’ | Marcatori |  |

| Arbitro: | Minskowski |

|                      |           |             |
| Wedau 32’ Seidel 84’ | Marcatori | 45’ Hörster |

| Arbitro: | Perl |

|               |           |  |
| Hutwelker 39’ | Marcatori |  |

#### Girone di ritorno
| Arbitro: | Rafati |

|  |           |                                                   |
|  | Marcatori | 45’ van Lent 66’ Osthoff 74’ Hausweiler 90’ Aidoo |

| Arbitro: | Kreyer |

|  |           |                   |
|  | Marcatori | 24’ (rig.) Bender |

| Arbitro: | Kemmling |

|                                                           |           |          |
| Choji 18’ Plassnegger 55’ Bender 84’ (rig.) Hutwelker 90’ | Marcatori | 45’ Renn |

| Arbitro: | Koop |

|                                       |           |  |
| Tiéku 41’ (aut.) Štefulj 49’ Lala 69’ | Marcatori |  |

| Arbitro: | Kinhöfer |

|                                            |           |                             |
| Brinkmann 15’ (rig.) Winklhofer 66’ (aut.) | Marcatori | 25’ Krieg 90’ (rig.) Bender |

| Arbitro: | Wack |

|              |           |               |
| Dikhtiar 73’ | Marcatori | 43’ Kovačević |

| Arbitro: | Scheppe |

|                                               |           |                |
| Weber 20’, 83’ Toborg 47’ Lipinski 66’ (rig.) | Marcatori | 71’ Bartolović |

| Arbitro: | Anklam |

|               |           |          |
| Hutwelker 42’ | Marcatori | 13’ Hock |

| Arbitro: | Lange |

|        |           |  |
| Xie 6’ | Marcatori |  |

| Arbitro: | Keßler |

|               |           |  |
| Hutwelker 45’ | Marcatori |  |

| Arbitro: | Rafati |

|  |           |           |
|  | Marcatori | 54’ Choji |

| Arbitro: | Kammerer |

|          |           |                 |
| Choji 2’ | Marcatori | 70’, 84’ Arnold |

| Arbitro: | Weber |

|                    |           |                                |
| Vata 10’ Skela 34’ | Marcatori | 38’ Plassnegger 74’, 90’ Choji |

| Arbitro: | Voss |

|                          |           |                              |
| Weber 17’ Bartolović 90’ | Marcatori | 34’ Djappa 72’ (aut.) Cartus |

| Arbitro: | Anklam |

|  |           |           |
|  | Marcatori | 17’ Krieg |

| Arbitro: | Weiner |

|           |           |  |
| Choji 80’ | Marcatori |  |

| Arbitro: | Wack |

|                                              |           |                         |
| Labbadia 9’ Dammeier 21’ Wichniarek 29’, 58’ | Marcatori | 11’ Krieg 51’ Hutwelker |

### Coppa di Germania
| Arbitro: | Aust |

|  |           |           |
|  | Marcatori | 77’ Ruman |

## Statistiche

### Statistiche di squadra
| Competizione      | Punti | In casa | In casa | In casa | In casa | In casa | In casa | In trasferta | In trasferta | In trasferta | In trasferta | In trasferta | In trasferta | Totale | Totale | Totale | Totale | Totale | Totale | DR  |
| Competizione      | Punti | G       | V       | N       | P       | Gf      | Gs      | G            | V            | N            | P            | Gf           | Gs           | G      | V      | N      | P      | Gf     | Gs     | DR  |
| ----------------- | ----- | ------- | ------- | ------- | ------- | ------- | ------- | ------------ | ------------ | ------------ | ------------ | ------------ | ------------ | ------ | ------ | ------ | ------ | ------ | ------ | --- |
| 2. Bundesliga     | 50    | 17      | 9       | 5       | 3       | 28      | 24      | 17           | 5            | 3            | 9            | 20           | 35           | 34     | 14     | 8      | 12     | 48     | 59     | -11 |
| Coppa di Germania | -     | 1       | 0       | 0       | 1       | 0       | 1       | 0            | 0            | 0            | 0            | 0            | 0            | 1      | 0      | 0      | 1      | 0      | 1      | -1  |
| Totale            | 50    | 18      | 9       | 5       | 4       | 28      | 25      | 17           | 5            | 3            | 9            | 20           | 35           | 35     | 14     | 8      | 13     | 48     | 60     | -12 |

### Andamento in campionato
| Giornata  | 1  | 2 | 3 | 4 | 5 | 6 | 7 | 8 | 9 | 10 | 11 | 12 | 13 | 14 | 15 | 16 | 17 | 18 | 19 | 20 | 21 | 22 | 23 | 24 | 25 | 26 | 27 | 28 | 29 | 30 | 31 | 32 | 33 | 34 |
| --------- | -- | - | - | - | - | - | - | - | - | -- | -- | -- | -- | -- | -- | -- | -- | -- | -- | -- | -- | -- | -- | -- | -- | -- | -- | -- | -- | -- | -- | -- | -- | -- |
| Luogo     | T  | C | T | C | C | T | C | T | C | T  | C  | T  | C  | T  | C  | T  | C  | C  | T  | T  | C  | T  | C  | C  | T  | C  | T  | T  | T  | C  | C  | T  | C  | T  |
| Risultato | N  | V | V | V | V | P | V | P | P | N  | N  | P  | N  | P  | V  | P  | V  | P  | V  | P  | V  | N  | N  | N  | P  | V  | V  | P  | V  | P  | N  | V  | V  | P  |
| Posizione | 10 | 7 | 4 | 3 | 3 | 3 | 2 | 2 | 5 | 5  | 5  | 7  | 8  | 10 | 8  | 10 | 10 | 10 | 10 | 6  | 9  | 9  | 10 | 11 | 11 | 12 | 11 | 11 | 11 | 10 | 9  | 8  | 8  | 8  |

Legenda:

Luogo: C = Casa; T = Trasferta. Risultato: V = Vittoria; N = Pareggio; P = Sconfitta.

### Statistiche dei giocatori
| Giocatore      | 2. Bundesliga | 2. Bundesliga | 2. Bundesliga | 2. Bundesliga | Coppa di Germania | Coppa di Germania | Coppa di Germania | Coppa di Germania | Totale   | Totale | Totale      | Totale     |
| Giocatore      | Presenze      | Reti          | Ammonizioni   | Espulsioni    | Presenze          | Reti              | Ammonizioni       | Espulsioni        | Presenze | Reti   | Ammonizioni | Espulsioni |
| -------------- | ------------- | ------------- | ------------- | ------------- | ----------------- | ----------------- | ----------------- | ----------------- | -------- | ------ | ----------- | ---------- |
| A. Backmann    | 7             | 0             | 0             | 0             | 0                 | 0                 | 0                 | 0                 | 7        | 0      | 0           | 0          |
| M. Bartolović  | 33            | 6             | 3             | 0             | 1                 | 0                 | 0                 | 0                 | 34       | 6      | 3           | 0          |
| R. Beerens     | 7             | 0             | 0             | 0             | 0                 | 0                 | 0                 | 0                 | 7        | 0      | 0           | 0          |
| M. Bender      | 26            | 5             | 6             | 0             | 1                 | 0                 | 0                 | 0                 | 27       | 5      | 6           | 0          |
| D. Cartus      | 19            | 1             | 5             | 0             | 0                 | 0                 | 0                 | 0                 | 19       | 1      | 5           | 0          |
| S. Choji       | 26            | 16            | 4             | 0             | 1                 | 0                 | 1                 | 0                 | 27       | 16     | 5           | 0          |
| S. Dikhtiar    | 18            | 1             | 0             | 0             | 0                 | 0                 | 0                 | 0                 | 18       | 1      | 0           | 0          |
| H. Ebertz      | 3             | 0             | 0             | 0             | 0                 | 0                 | 0                 | 0                 | 3        | 0      | 0           | 0          |
| A. Echendu     | 28            | 0             | 2             | 0             | 1                 | 0                 | 0                 | 0                 | 29       | 0      | 2           | 0          |
| P. Eich        | 31            | 0             | 1             | 0             | 1                 | 0                 | 0                 | 0                 | 32       | 0      | 1           | 0          |
| L. Grozavu     | 21            | 1             | 5             | 0             | 1                 | 0                 | 0                 | 0                 | 22       | 1      | 5           | 0          |
| A. Haas        | 5             | 0             | 0             | 0             | 0                 | 0                 | 0                 | 0                 | 5        | 0      | 0           | 0          |
| N. Hofmann     | 17            | 0             | 2             | 0             | 0                 | 0                 | 0                 | 0                 | 17       | 0      | 2           | 0          |
| K. Hutwelker   | 31            | 7             | 6             | 1             | 1                 | 0                 | 0                 | 0                 | 32       | 7      | 6           | 1          |
| S. Hörster     | 17            | 1             | 1             | 0             | 1                 | 0                 | 0                 | 0                 | 18       | 1      | 1           | 0          |
| R. Krieg       | 24            | 4             | 2             | 1             | 0                 | 0                 | 0                 | 0                 | 24       | 4      | 2           | 1          |
| M. Laping      | 3             | 0             | 0             | 0             | 0                 | 0                 | 0                 | 0                 | 3        | 0      | 0           | 0          |
| M. Molz        | 15            | 0             | 0             | 0             | 1                 | 0                 | 1                 | 0                 | 16       | 0      | 1           | 0          |
| S. Musa        | 7             | 0             | 0             | 0             | 1                 | 0                 | 0                 | 0                 | 8        | 0      | 0           | 0          |
| A. Mushinka    | 23            | 0             | 5             | 0             | 1                 | 0                 | 0                 | 0                 | 24       | 0      | 5           | 0          |
| G. Plassnegger | 16            | 2             | 3             | 0             | 0                 | 0                 | 0                 | 0                 | 16       | 2      | 3           | 0          |
| D. Schommer    | 1             | 0             | 0             | 0             | 0                 | 0                 | 0                 | 0                 | 1        | 0      | 0           | 0          |
| T. Stratos     | 14            | 0             | 3             | 0             | 0                 | 0                 | 0                 | 0                 | 14       | 0      | 3           | 0          |
| S. Straub      | 0             | 0             | 0             | 0             | 0                 | 0                 | 0                 | 0                 | 0        | 0      | 0           | 0          |
| R. Susic       | 21            | 0             | 6             | 1             | 1                 | 0                 | 0                 | 0                 | 22       | 0      | 6           | 1          |
| A. Tiéku       | 27            | 2             | 7             | 2             | 1                 | 0                 | 0                 | 0                 | 28       | 2      | 7           | 2          |
| D. Toppmöller  | 12            | 1             | 0             | 0             | 1                 | 0                 | 1                 | 0                 | 13       | 1      | 1           | 0          |
| C. Weber       | 5             | 1             | 1             | 0             | 0                 | 0                 | 0                 | 0                 | 5        | 1      | 1           | 0          |
| T. Winklhofer  | 10            | 0             | 4             | 1             | 0                 | 0                 | 0                 | 0                 | 10       | 0      | 4           | 1          |
| J. de Guzmán   | 2             | 0             | 0             | 0             | 0                 | 0                 | 0                 | 0                 | 2        | 0      | 0           | 0          |